# Rudolf Šefčík
Rudolf Šefčík (* 19. června 1941) je bývalý slovenský fotbalista, útočník.

## Fotbalová kariéra
V československé lize hrál za Jednotu Trenčín a Spartak ZJŠ Brno. Dal 5 ligových gólů. Ve Veletržním poháru nastoupil v sezóně 1966/67 ve 2 utkáních.

## Ligová bilance
| Ročník                                   | Zápasy | Góly | Klub             |
| ---------------------------------------- | ------ | ---- | ---------------- |
| 1. československá fotbalová liga 1962/63 | 3      | 1    | Jednota Trenčín  |
| 1. československá fotbalová liga 1963/64 | 12     | 1    | Jednota Trenčín  |
| 1. československá fotbalová liga 1964/65 | 8      | 0    | Jednota Trenčín  |
| 1. československá fotbalová liga 1965/66 | 17     | 1    | Jednota Trenčín  |
| 1. československá fotbalová liga 1966/67 | 12     | 2    | Spartak ZJŠ Brno |
| CELKEM                                   | 52     | 5    |                  |